# Tề Xá
Tề Xá (chữ Hán: 齊舍; cai trị: 613 TCN), tên thật là Khương Xá (姜舍), là vị vua thứ 20 của nước Tề - chư hầu nhà Chu trong lịch sử Trung Quốc.
Ông là con trai của Tề Chiêu công – vua thứ 19 nước Tề. Mẹ ông là bà Thúc cơ.
Tháng 5 năm 613 TCN, Tề Chiêu công mất. Khương Xá lên nối ngôi. Nhưng ông chỉ làm vua được 4 tháng. Tháng 9 cùng năm, người chú là Khương Thương Nhân giết hại ông để đoạt ngôi vua, tức là Tề Ý công.